# Менорка
Мено́рка (ісп. і кат. Menorca, від лат. Minorica, Balearis Minor, «малий Балеарський острів») — острів у Середземному морі, у складі Балеарських островів. Належить Іспанії. Найпівнічний острів Балеарських островів. Площа — 701 км². Також — Мінорка.

## Назва
- Мено́рка (ісп. і кат. Menorca) — від лат. Minorica, Balearis Minor, «малий Балеарський острів».
- Мінорка (лат. Minorica)

## Географія
Острів розташований у центральній частині Західного Середземномор'я, практично на однаковій відстані від французького, іспанського та африканського узбережжя.
На острові мешкає багато ендемічних видів тварин та рослин, деякі з них також поширені на сусідніх островах Майорці, Корсиці та Сардинії.
Середня річна температура на Менорці — 16,7 °C. Середня річна сума опадів становить 600 мм, опади нерегулярні, в основному дощі йдуть восени, влітку часті посухи. Слід відзначити сильні вітри, особливо з півночі (місцева назва — «трамунта́на»), хоча на півдні острова вітер помітно слабший.

## Історія
- Перші люди: 3500 до н. е.
- Римська колонізація: 123 до н. е. — 284 н. е.
- Християнізація: 284—455
- Вандали та Візантія: 455—628
- Напади сарацинів, франки, нормани: 628—903
- Захоплення мусульманами, Кордовський халіфат: 903—1015
- Тайфа Данія, напади хорватів: 1015—1114
- Альморавіди та Альмохади: 1114—1231
- Незалежна тайфа: 1231—1287
- Захоплення та переселення каталонців: 1287—1472
- Царювання Фердинанда II Арагонського Католика та Ізабелли І Кастильської. Напади мусульман: 1472—1701
- Царювання Філіппа V. Початок доби відродження: 1701—1708
- Війна за іспанський спадок, захоплення англійцями, мирний Утрехтський договір: 1708—1756
- Захоплення французами та мирний Паризький договір: 1756—1763
- Британське правління: 1763—1782
- Захоплення іспанцями: 1782—1798
- Третє правління британців, Ам'єнський договір: 1798—1802
- Повернення до Іспанії: 1802—1869
- Перша республіка: 1869—1874
- Іспанська монархія: 1874—1931
- Друга республіка та громадянська війна: 1931—1939
- Диктатура Франко: 1939—1978
- Відновлення демократії, автономізація Іспанії: 1978—1983

## Населення
На острові говорять каталанською мовою, а саме маноркським субдіалектом балеарського діалекту каталанської мови, що входить до групи східних діалектів цієї мови.

## Муніципалітети
| Назва муніципалітету              | Площа (км²) | Постійне населення | Загальна кількість мешканців | Щільність постійного населення | Щільність (загальна кількість мешканців) |
| Алайо (Alaior)                    | 109,76      | 8 972              | 11 395                       | 70,01                          | 103,81                                   |
| Сьюдадела (Ciutadella)            | 186,03      | 28 017             | 34 569                       | 127,43                         | 185,83                                   |
| Ес-Кастель (Es Castell)           | 11,61       | 7 629              | 6 087                        | 575,23                         | 524,09                                   |
| Ес-Маркадал (Es Mercadal)         | 136,93      | 4 838              | 9 219                        | 23,87                          | 67,33                                    |
| Ес-Міджорн-Ґран (Es Migjorn Gran) | 32,41       | 1 518              | 2 651                        | 37,15                          | 81,80                                    |
| Фарраріас (Ferreries)             | 66,00       | 4 563              | 6 008                        | 62,64                          | 91,03                                    |
| Мао (Maó)                         | 117,05      | 28 284             | 28 507                       | 204,98                         | 243,55                                   |
| Сан-Льюїс (Sant Lluís)            | 34,62       | 6 414              | 8 697                        | 133,61                         | 251,19                                   |
| Загалом                           | 694,41      | 90 235             | 107 133                      | 108,43                         | 154,28                                   |